# Richard Stearns
Pour les articles homonymes, voir Stearns.
Richard Edwin Stearns, né le 5 juillet 1936 à Caldwell dans le New Jersey, est un informaticien américain qui, avec Juris Hartmanis, a reçu en 1993 le prix Turing pour leurs recherches communes sur les bases de la théorie de la complexité des algorithmes. 

## Biographie
Il est actuellement professeur émérite d'informatique à l'université d'Albany, qui fait partie de l'université d'État de New York.

## Travaux
Stearns est l'un des fondateurs de la théorie de la complexité. On lui doit notamment le théorème de hiérarchie en temps déterministe.